# Xerohippus syriacus
Xerohippus syriacus är en insektsart som först beskrevs av Bolívar, I. 1911.  Xerohippus syriacus ingår i släktet Xerohippus och familjen gräshoppor. Inga underarter finns listade i Catalogue of Life.